# Blaslay
Blaslay korábbi község Franciaország Új-Aquitania régiójában, Vienne megyében. 2017. január 1-jén három másik korábbi községgel egyesült és azokkal együtt Saint-Martin-la-Pallu új község része lett.
Lakosainak száma 529 fő (2018. január 1.). Blaslay Amberre, Chabournay, Champigny-le-Sec, Charrais, Cheneché, Neuville-de-Poitou, Thurageau és Varennes községekkel határos.

## Népesség
A település népességének változása:
| Lakosok száma | 570  | 564  | 539  | 529  |
|               | 2013 | 2015 | 2017 | 2018 |